# Калб, Бернард
Бернард Калб (англ. Bernard Kalb, 4 февраля 1922, Нью-Йорк, Нью-Йорк — 8 января 2023, Норт-Бетесда, Мэриленд) — американский писатель, журналист, медиакритик, телеведущий, мемуарист. Известен как журналист-международник и биограф видного американского политика Генри Киссинджера (1923—2023).

## Биография
Бернард Калб родился в Нью-Йорке 4 февраля 1922 года в семье Беллы (урождённой Портной) и Макса Калба. Родители были иммигрантами из европы, отец был польским евреем, а мать — украинской еврейкой.
Окончил Городской колледж Нью-Йорка (1942) и получил степень бакалавра естественных наук.
Затем он провёл два года в армии, в основном в армейской газете «Адакиан», издававшейся в квонсетском ангаре (англ. Quonset hut) в Адаке на Алеутских островах. Их редактором был сержант Дэшил Хэммет, писатель детективов, известный под прозвищем Сэм.
В мемуарах, написанных в 1977 году, Калб вспоминал, как Хэммет заставлял своих сотрудников слушать ночное радио на коротких волнах, чтобы они могли выпускать настоящую утреннюю газету. Он вспоминал Хэммета, католика, который приправлял свой разговор идишизмами и читал отрывки из писем, написанных Лилиан Хеллман, его подругой, во время её визитов в Советский Союз в военные годы.
Обучение продолжил в Гарвардском университете, где получил степень магистра.
Более трёх десятилетий сотрудничал с CBS News, NBC News и The New York Times. Освещал международные отношения, почти половину своего времени находился в заграничных командировках, выезжал в Индонезию, Гонконг, Францию (Париж) и Вьетнам (Сайгон).
Ближе к концу своего пребывания в «Таймс» Калб получил стипендию Совета по международным отношениям, присуждаемую ежегодно иностранному корреспонденту, и взял отпуск в газете на год.
Бернард Калб и его младший брат, журналист Марвин Калб, много путешествовали с Генри Киссинджером по дипломатическим миссиям и позже написали биографию политика под названием «Киссинджер». Братья также являются соавторами романа «Последний посол» о крахе проамериканского режима в Южном Вьетнаме в 1975 году. Он сопровождал также Сайруса Вэнса, Эдмунда С. Маски, Александра М. Хейга-младшего и Джорджа П. Шульца во время их пребывания на посту государственного секретаря.
В 1984 году Калб был назначен помощником госсекретаря по связям с общественностью и представителем Государственного департамента США. Это был первый случай, когда журналист, освещавший деятельность Госдепартамента, был назван его представителем.
Калб покинул этот пост два года спустя в знак протеста против того, что он назвал «программой дезинформации», проводимой администрацией Рейгана против ливийского лидера полковника Муаммара аль-Каддафи.
В дальнейшем Калб путешествовал в качестве лектора и модератора. Был основателем и ведущим-участником дискуссии в еженедельной программе CNN «Надежные источники» (1993—1998).
У Калба и его жены Филлис Бернштейн было четыре дочери.
2 января 2023 года Бернард Калб упал и через шесть дней скончался от полученных травм в своем доме в Норт-Бетесда, штат Мэриленд.

## Профессиональные награды
Премия зарубежного пресс-клуба (англ. Overseas Press Club) за документальный фильм 1968 года о Вьетконге.